# Nikita Leonidowitsch Morgunow
Nikita Leonidowitsch Morgunow (russisch Никита Леонидович Моргунов; * 29. Juni 1975 in Nowokusnezk, RSFSR) ist ein russischer Basketballspieler. Morgunow wurde zu Beginn seiner Karriere mit PBK ZSKA aus Moskau in den 90er Jahren viermal russischer Meister und feierte seine größten Erfolge mit der russischen Nationalmannschaft, mit der er 1998 Vizeweltmeister und 2007 Europameister wurde.

## Karriere
Morgunow kam 1993 vom Verein Aleko aus Stawropol als Nachwuchsspieler zum russischen Serienmeister ZSKA Moskau, mit dem er in der Folge vier Meistertitel holte und in der FIBA Euroleague 1996 den dritten Platz belegte. 1997 wechselte er nach Litauen zum KK Atletas aus Kaunas, bei dem er unter anderem mit dem litauischen „Altstar“ Rimas Kurtinaitis zusammenspielte. Bei der erfolgreichen WM 1998, in deren Verlauf das russische Nationalteam im Viertel- und Halbfinale sowohl die litauische Basketballnationalmannschaft als auch die ohne NBA-Spieler angetretene US-Auswahl besiegte, absolvierte Morgunow nur Kurzeinsätze für die Nationalmannschaft. Trotzdem nahm ihn der NBA-Klub Portland Trail Blazers, der auf Morgunows Spielposition schon den litauischen Center Arvydas Sabonis im Kader hatte, über verschiedene Perioden von Januar 1999 bis November 2000 mehrmals unter Vertrag, ohne ihn in einem Meisterschaftsspiel einzusetzen.
In der Saison 2000/01 kehrte Morgunow nach Europa zunächst zu seinem ehemaligen Verein ZSKA zurück. In der einmalig ausgespielten Suproleague erreichte ZSKA einen vierten Platz, wobei Morgunow beim Spiel um den dritten Platz ein Double-Double mit 16 Punkten und 12 Rebounds gelang. Sowohl 2001 und 2002 verlor ZSKA seine ersten und einzigen beiden russischen Meistertitel an Ural Great Perm. Im Januar 2002 wechselte Morgunow zu Awtodor in Saratow, für die er bereits vor seinem Wechsel zu den Trail Blazers spielen wollte. Awtodor besiegte in der ersten Play-off-Runde seinen alten Verein ZSKA und schied im Halbfinale gegen Titelverteidiger Ural Great aus. Für die Saison 2002/03 kehrte er nach Moskau zurück, aber spielte für MBK Dynamo, dem alten Lokalrivalen von ZSKA, der 2001 neu begründet wurde und die erste Saison nach seiner Rückkehr in die höchste russische Spielklasse spielte. In den Meisterschafts-Play-offs verlor man in der ersten Runde gegen Titelverteidiger Ural Great, die ihrerseits sich in der Finalserie ZSKA wieder geschlagen geben mussten. In der Spielzeit 2003/04 spielte Morgunow in der griechischen A1 Ethniki bei Makedonikos aus Kozani. Im europäischen Vereinswettbewerb ULEB Cup 2003/04 schied man im Achtelfinale aus, als man in rekordverdächtiger Weise einen Vorsprung von 26 Punkten aus dem Hinspiel mit einem 58:90 beim spanischen Verein Caprabo Lleida noch verspielte.
2004 kehrte er nach Russland zurück und erhielt einen Vertrag bei Dynamo aus der Oblast Moskau, die im Moskauer Vorort Ljuberzy beheimatet sind. Mit diesem Verein erreichte er dreimal die Play-offs um die russische Meisterschaft, in denen man jeweils in der ersten Runde ausschied. 2007 wurde der Verein in Triumph umbenannt und Morgunows noch laufender Vertrag aufgelöst. Nach dem Gewinn der Basketball-Europameisterschaft 2007 mit der russischen Nationalmannschaft unterschrieb er einen Vertrag bei einem weiteren Moskauer Vorortverein aus Chimki. Mit BK Chimki erreichte er die Finalserie um die russische Meisterschaft, die erneut zugunsten von ZSKA Moskau ausging. Im russischen Pokalwettbewerb 2008 blieb man im Finale gegen ZSKA jedoch siegreich. Bei Chimki kam Morgunow nicht wie gewünscht zum Zuge, wurde aber trotzdem für das Olympiateam 2008 nominiert und wechselte für die Saison 2008/09 nach zum Verein Lokomotive aus Rostow. In der Play-off-Viertelfinalserie 2008/09, in der Lokomotive gegen Morgunows vorherigen Verein Chimki verlor, zog er sich einen Kreuzbandriss zu und fiel monatelang aus. Der Verein selbst wurde als Lokomotive Kuban nach Krasnodar transferiert. 
Zur Saison 2010/11 bekam Morgunow keinen neuen Vertrag mehr und unterschrieb schließlich bei Universitet Yugra aus Surgut in der durch Gründung der Professionalnaja Basketbolnaja Liga mittlerweile zweitklassigen Superleague Russland. Universitet Yugra schloss die Hauptrunde als Erster ab, verlor aber die Finalserie der Play-offs gegen Spartak Primorje, die nach dem Ausschluss von MBK Dynamo in die PBL aufsteigen. In der Saison 2012/13 schloss sich Morgunow Dynamo Moskau an, als diese in die Superleague zurückkehrten, aber am Saisonende bereits in der ersten Play-off-Runde ausschieden. Mit Spartak Primorje aus Wladiwostok am Pazifik und seinem ehemaligen Nationalmannschaftskollegen Pjotr Samojlenko erreichte Morgunow in der Saison 2013/14 noch einmal die Play-off-Halbfinalserie der Superleague, die jedoch gegen den späteren Gesamtsieger Awtodor verloren ging.

## Nationalmannschaft
Nachdem Morgunow ab 1996 zunächst nur in Qualifikationsspielen eingesetzt worden war, erreichte er 1998 die Nominierung für den Endrundenkader der russischen Auswahl der Herren bei der Basketball-Weltmeisterschaft 1998. Morgunow bekam nur im deutlich gewonnenen Auftaktspiel gegen Japan viel Einsatzzeit, dort war er mit 28 Minuten aber länger auf dem Feld als jeder andere seiner Mannschaftskameraden. Ansonsten bekam er nur Kurzeinsätze von weniger als zehn Minuten pro Spiel. Nach einer knappen Vorrundenniederlage in der Verlängerung gegen Europameister BR Jugoslawien (Serbien und Montenegro) gewann man in der Zwischenrunde alle Spiele und besiegte im Viertelfinale den Olympiamedaillengewinner Litauen sowie im Halbfinale die ohne NBA-Profis angetretene Basketballnationalmannschaft der Vereinigten Staaten. Im Finale traf man erneut auf Jugoslawien, gegen die man nach einer Halbzeitführung knapp mit zwei Punkten verlor. 
Seine nächste Endrundenteilnahme hatte Morgunow bei den Olympischen Spielen 2000. Durch den schlechteren direkten Vergleich belegte man in der Vorrundengruppe den vierten Platz und belegte nach dem Ausscheiden im Viertelfinale gegen den mit NBA-Profis angetretenen und später erneut erfolgreichen Titelverteidiger aus den USA den achten Platz. Bei der EM 2001 war man nach zwei erfolgreichen Spielen inklusive eines hohen Sieges über die griechische Basketballnationalmannschaft praktisch schon für die Finalrunde qualifiziert und verlor das letzte Vorrundenspiel. Anschließend verlor man aber auch das Viertelfinale gegen den späteren Bronzemedaillengewinner Spanien und rettete nach zwei Siegen in der Platzierungsrunde noch den fünften Platz und die Qualifikation für die WM 2002. 
Bei der WM 2002 traf man in der Vorrunde auf den späteren Finalisten Argentinien und auf die Überraschungsmannschaft der WM und späteren Halbfinalisten Neuseeland und verlor beide Spiele. Nachdem es noch zum Einzug in die Zwischenrunde gereicht hatte, verlor man dort gegen Gastgeber Vereinigte Staaten und den späteren Bronzemedaillengewinner Deutschland und schied aus. An der EM 2003, bei der Russland die Teilnahme an den Olympischen Spielen 2004 verspielte, nahm Morgunow nicht teil. Bei der Endrunde der EM 2005 war er wieder im Nationaltrikot vertreten und Russland gewann zunächst in überzeugender Manier die beiden Auftaktspiele, so dass man praktisch vor dem letzten Vorrundenspiel schon für die Finalrunde qualifiziert war. Dieses wurde mit einem Punkt gegen den späteren Finalisten Deutschland verloren und auch anschließend wieder ein Viertelfinale, diesmal gegen den späteren Europameister Griechenland. Nachdem man auch die Spiele in der Platzierungsrunde verlor und den achten Platz belegt hatte, war man auch für die WM 2006 nicht qualifiziert.
Bei der EM 2007 war Morgunow im Team vom neuen Nationaltrainer David Blatt erneut vertreten und man gewann alle Vorrundenspiele und auch in der neu eingeführten Zwischenrunde verlor man nur ein Spiel, dies jedoch klar mit über zehn Punkten Unterschied gegen Gastgeber Spanien. Im Finalspiel gegen den Turnierfavoriten Spanien gewann man jedoch in der Schlussminute mit einem Punkt und sicherte sich den Titel. Für die Olympiamannschaft 2008 wurde er erneut nominiert und nahm damit an den bis zu diesem Zeitpunkt beiden einzigen Olympiaturnieren der russischen Nationalmannschaft nach dem Zusammenbruch der Sowjetunion und der Teilnahme des Vereinten Teams 1992 teil. Dies hat er einigen bekannteren russischen Basketballspielern der 90er Jahre wie Wassili Karassjow und Sergei Babkow voraus, die nie an den Olympischen Spielen teilnahmen. Bei den Olympischen Spielen 2008 war das Abschneiden des Europameisters aber enttäuschend. Nach nur einem Vorrundensieg schied man frühzeitig aus.